# Tavastland (historisk landskab)
Tavastland (finsk Häme, latin Tavastia) er et historisk landskab i det sydlige Finland. Det historiska landskabs område modsvares i dag af landskaberne Egentliga Tavastland, Päijänne-Tavastland (størstedelen), Birkaland (delvist) og Mellersta Finland.
Tavastland var et slottslän i Finlands middelalder, som blev dannet omkring Tavastehus slott, som ifølge en omtvistet hypotese blev grundlagt omkring 1250 af Birger jarl. Den oprindelige befolkningsgruppe i dette område kaldes for tavaster.
 Der er for få eller ingen kildehenvisninger i denne artikel, hvilket er et problem. Du kan hjælpe ved at angive troværdige kilder til de påstande, som fremføres i artiklen.

62°10′12″N 24°33′56″Ø / 62.17°N 24.5656°Ø